# Cratere Euryalus
Euryalus è un cratere sulla superficie di Dione.  Trae nome dal mitologico Eurialo, noto per la sua grande amicizia con Niso.